# Fòrum de Macau
El Fòrum de Macau (en xinès tradicional: 澳門綜藝館; en portuguès: Fórum de Macau) és un complex cultural i esportiu cobert, adjacent al Pavelló Poliesportiu de l'Institut Politècnic de Macau i del Centre de Mitjans, situat a Sé, Macau.

## Història i descripció
El recinte fou inaugurat el 27 de maig de 1985 i restaurat al 1999. Es compon de dues estructures: una amb 4,062 seients i una segona amb 300. Fins a la inauguració del Dom dels Jocs de l'Àsia Oriental fou l'estructura esportiva coberta més gran de Macau.
A l'interior del Fòrum de Macau es disputen gairebé cada any partits del World Gran Prix de voleibol femení, així com altres esports com bàdminton, lluita olímpica, tennis, gimnàstica artística, boxa i hoquei sobre patins. L'any 2005 acullí les competicions de la quarta edició dels Jocs de l'Àsia Oriental.